# Eleccions parlamentàries de Somalilàndia de 2021
Les eleccions parlamentàries de Somalilàndia de 2021 es van celebrar el 31 de maig de 2021, juntament amb les eleccions municipals.
Les eleccions s'havien programat i posposat provisionalment en nombroses ocasions des de les últimes eleccions parlamentàries de 2005. Recentment, la votació es va programar per al març i després per a l'agost de 2019, abans que la Comissió Electoral Nacional declarés que no podia celebrar-se aquell any.
El 12 de juliol de 2020, els tres principals partits polítics de Somalilàndia van arribar a un acord per a celebrar eleccions parlamentàries i locals a finals d'any. Després de diverses setmanes de negociacions amb la Comissió Electoral Nacional sobre la viabilitat d'organitzar-les en aquest termini, es va fixar la data revisada de maig de 2021.